# Michiel Hubeau
Michiel Hubeau (Wilrijk, 14 juni 1990) is een Belgisch politicus voor Groen.

## Levensloop
Michiel Hubeau is een Belgische bio-ingenieur en politicus, verbonden aan Groen. Hij groeide op in Mortsel en heeft een sterke passie voor natuur en duurzaamheid. Hij heeft een wetenschappelijke achtergrond als klimaatonderzoeker, waarin hij zich richtte op de effecten van klimaatverandering op bomen.
Michiel Hubeau zet zich in voor een verkeersveilig en een groen Mortsel. Hij pleit voor meer open ruimte, natuurgebieden en veilige mobiliteit voor fietsers en voetgangers. Hij is ook kritisch over projecten die volgens hem ten koste gaan van het milieu of de sociale voorzieningen.
Voor de gemeenteraadsverkiezingen van 2024 was hij lijsttrekker voor het kartel Groen Vooruit in Mortsel. Vanaf 5 december 2024 is hij burgemeester van Mortsel, in een coalitie met Pro Mortsel.